# Phare de la Pointe-Mitis
Le phare de la Pointe-Mitis est une station d'aide à la navigation du Québec (Canada) situé à Métis-sur-Mer. Le phare a été construit en 1909 pour remplacer un phare plus ancien construit en 1873. Il s'agit de l'un des plus anciens phares en béton armé au Canada.